# New Light
New Light è un singolo del cantautore statunitense John Mayer, pubblicato il 10 maggio 2018.

## Video musicale
Il video musicale è stato pubblicato il 24 maggio 2018 sul canale YouTube del cantante.